# 张厚琬
张厚琬（1886年—20世纪?）字忠蓀，直隷省天津府南皮县人，中华民国政治人物。

## 生平
清末，张厚琬赴日本留学，1911年（宣統3年）毕业于陸軍士官学校第8期砲兵科，之后短暂在当时北洋第六镇统制吴禄贞手下担任参谋，而当吴禄贞遇刺身亡时，张避过一劫。1912年（民国元年）12月，他就任北京陸軍大学教務長。此後，他投靠奉系，1922年（民国11年）任東省巡閲使署参謀处長。
1924年（民国13年）11月，张厚琬升任北京政府陸軍部次長（任至翌年12月）。1926年（民国15年）7月，他被任命为航空署督办。翌年6月，随着航空署归属北京政府軍事部，他转任航空次長。同年，他就任奉天市的陸軍講武堂教務長，後来升任校長。此後，他转任中東铁路路警处处長。
国民政府統一全国後的1932年（民国21年）4月，张厚琬任国民政府軍事委員会委員長侍从室高級参謀。1934年（民国23年）11月，他任河北省政府委員兼民政厅厅長，辅佐省政府主席于学忠。1935年（民国24年）6月，他代理河北省政府主席，后来于学忠因为何梅協定的影響而被罷免，张厚琬也被迫辞任。
此后，張厚琬的生平不详。

## 家庭
张厚琬是張之洞的孫子，張之洞長子之子。張燕卿和張仁蠡是他的叔父（张厚琬卻比這兩位叔父年長）。